# 小山新幹線車両センター
小山新幹線車両センター（おやましんかんせんしゃりょうセンター）は、栃木県小山市にある東日本旅客鉄道（JR東日本）の車両基地である。同社新幹線統括本部の管轄。小山駅の北方約2.5 kmの地点に位置する。
現在の庁舎・線路はすべて運転所開設にあたって新たに設置し直したものであり、試験線管理所時代とは全く異なっている。また、運転所庁舎前には「試験線管理所記念の碑」が設置されている。

## 歴史
1981年（昭和56年）8月1日、小山運転所として発足。小山新幹線運転所を経て、2004年（平成16年）6月1日に小山新幹線車両センターに改称した。那須塩原駅電留線の検査派出の他、設置当初は大宮開業時の大宮駅検査派出も担当していた。
1979年（昭和54年）に小山駅前後が実験線として先行建設した際に試験線管理所を設置。開業後は保守車両の基地とする計画になっていたが、大宮以南の工事の遅れにより、田端付近に設置予定であった車両基地（現在の東京新幹線車両センター）が使用できなくなった。このため、急きょ車両基地に転用することとなったため、新幹線の車両基地としては狭い敷地を最大限に利用することから、一部の施設については新幹線の高架下に設置するなどしている。
配置車両はなく、車両の留置・洗浄などに使用されている。入出庫は東京駅や那須塩原駅間との回送で行われることが多いが、早朝に1本のみ、小山始発東京行き「なすの252号」として営業運転されている。北海道新幹線や北陸新幹線開業に伴い、東京駅側の車両留置容量が不足しているため、通常東北新幹線で営業運転を行わないE7系・W7系も当センターに入庫する。
2012年（平成24年）5月19日に東北新幹線大宮開業30周年記念のイベントとして、小山新幹線車両基地まつりが開催された。

## 設備
- 着発電留線 - 7本
  - 1本は臨時修繕線に繋がり、臨時修繕庫には台車振替装置、天井クレーン、台車組立装置等を備えており、修繕に対応する[1]
- 仕業検査線 - 2本（延長450 m・16両編成長対応の検修庫）[1]
  - 車両洗浄装置 1基[1]
- 引上線 - 1本

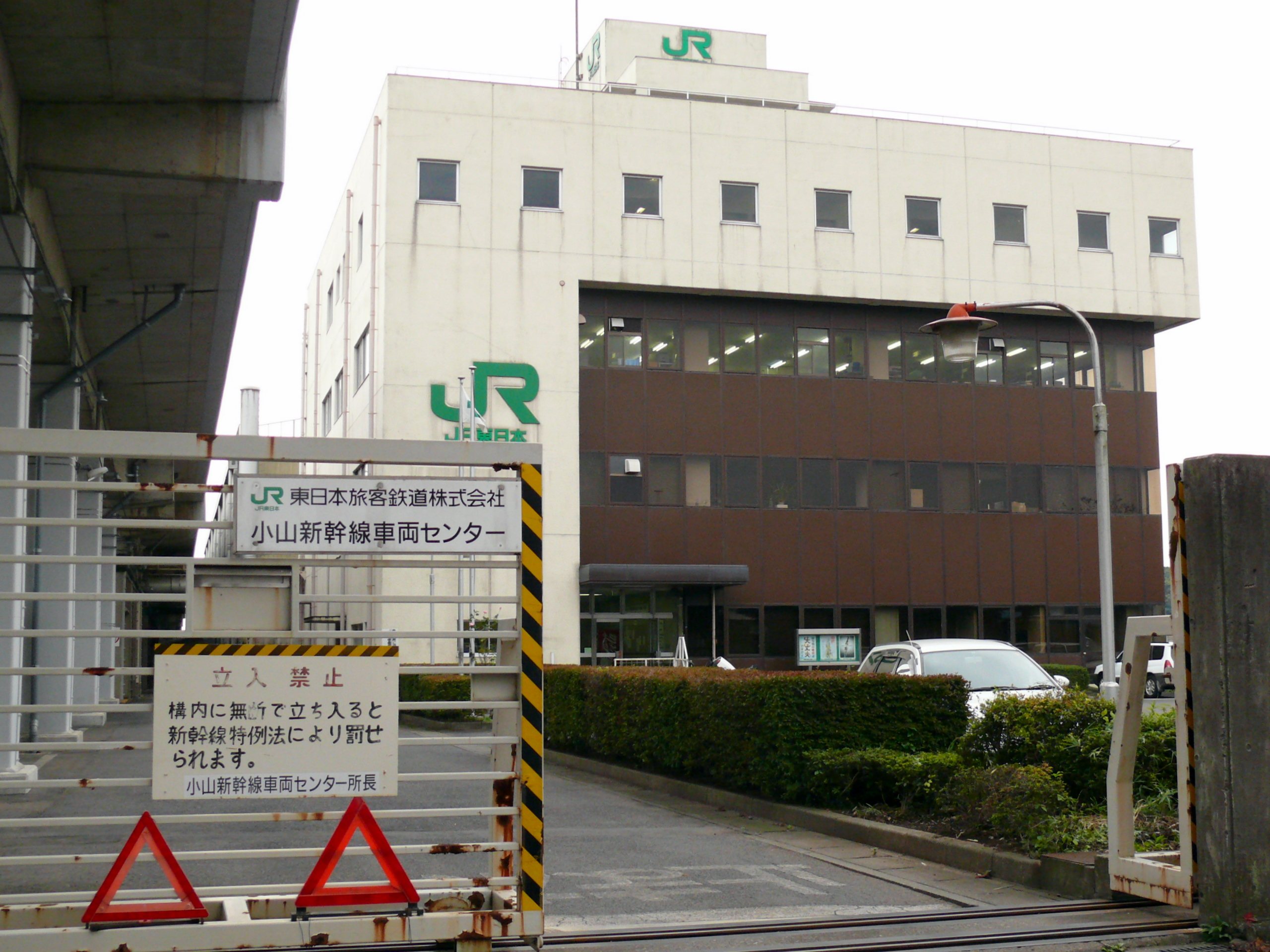
車両センターのビル（2007年10月）
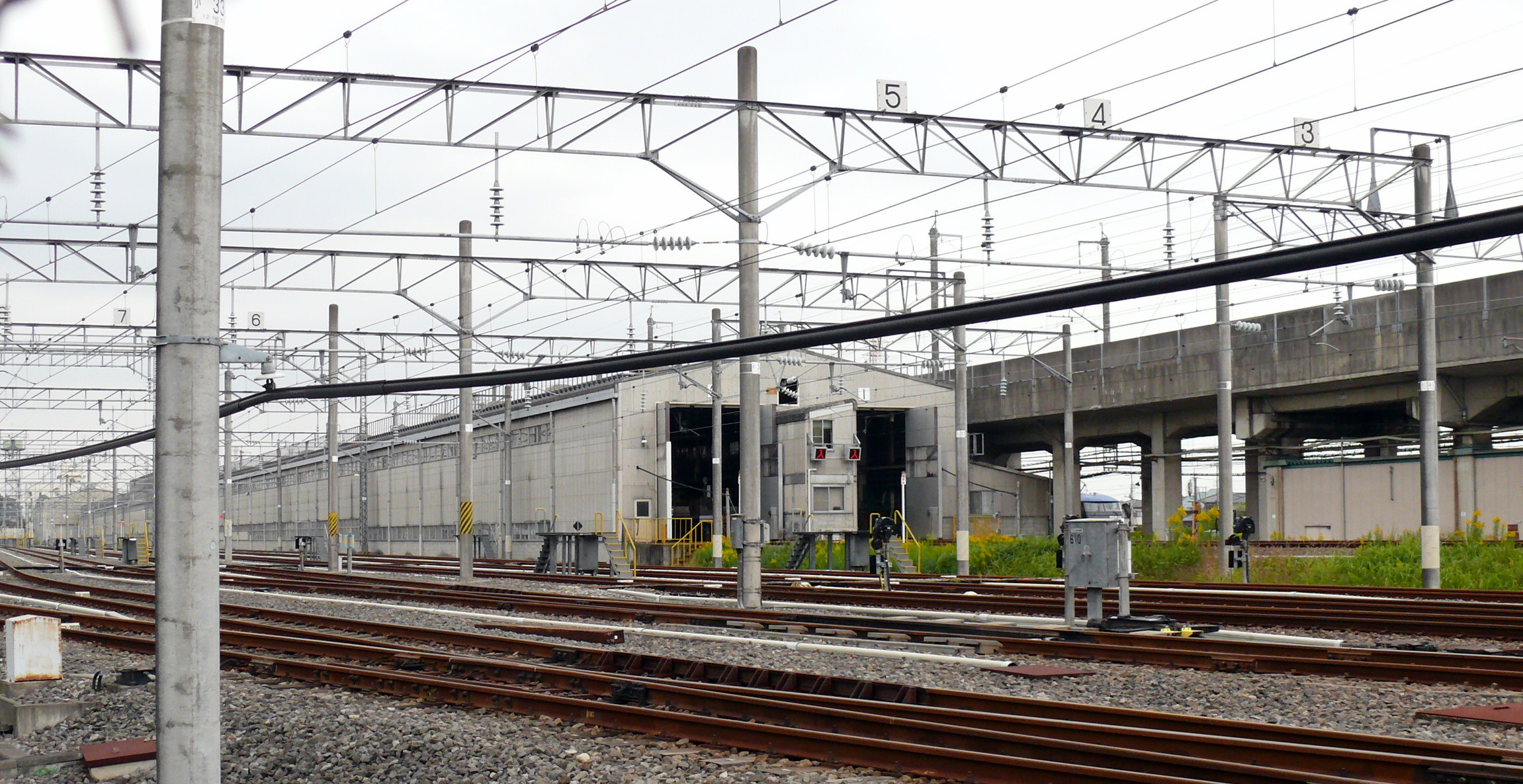
着発電留線と右奥の東北新幹線の高架橋（2007年10月）

## 大宮テクニカルチーム
2001年（平成13年）4月1日に大宮工場車両検査科 大宮新幹線車両プロジェクトとして大宮駅構内に発足。2004年（平成16年）6月1日に大宮総合車両センター車両検査科 大宮新幹線車両プロジェクトに改称した。
2019年（平成31年）4月1日の新幹線統括本部発足に伴い、大宮支社管轄の大宮総合車両センター車両検査科傘下から新幹線統括本部管轄の当車両センター傘下に変更となり、小山新幹線車両センター 大宮テクニカルチームに改称された。

## 那須塩原電留線
主な業務は那須塩原始発・終着列車の夜間留置で、留置線が8本ある。那須塩原駅の北東2キロメートルの東北新幹線沿いの盛岡方面に向かって左側に存在する。那須塩原駅（東京駅方面）のホームから、直接電留線へ入線できる回送線が存在している。上り回送線は本線と立体交差しており、留置線西側には並行して新幹線の保守基地が存在する。
設置当初は留置線は4線のみだったが、2010年（平成22年）12月の東北新幹線新青森延伸開業、および今後の高速化実施による新幹線新型車両の新車投入・増備を計画していたため、留置線を4線増設し計8線となった。
なお、北海道新幹線の札幌延伸や北陸新幹線の敦賀延伸により新幹線の留置車両の増加が見込まれることで車両基地が不足することから、当電留線を現在の8ヘクタールから22ヘクタールへ、留置線の本数を8線から26線へ拡張する計画があると報じられている。
配置車両はない。また夜間留置を目的に使用することが多いため、日中に車両がいる状態を見られる機会は少ない。